# Dorcadion scopolii
Dorcadion scopolii là một loài bọ cánh cứng trong họ Cerambycidae.

## Hình ảnh

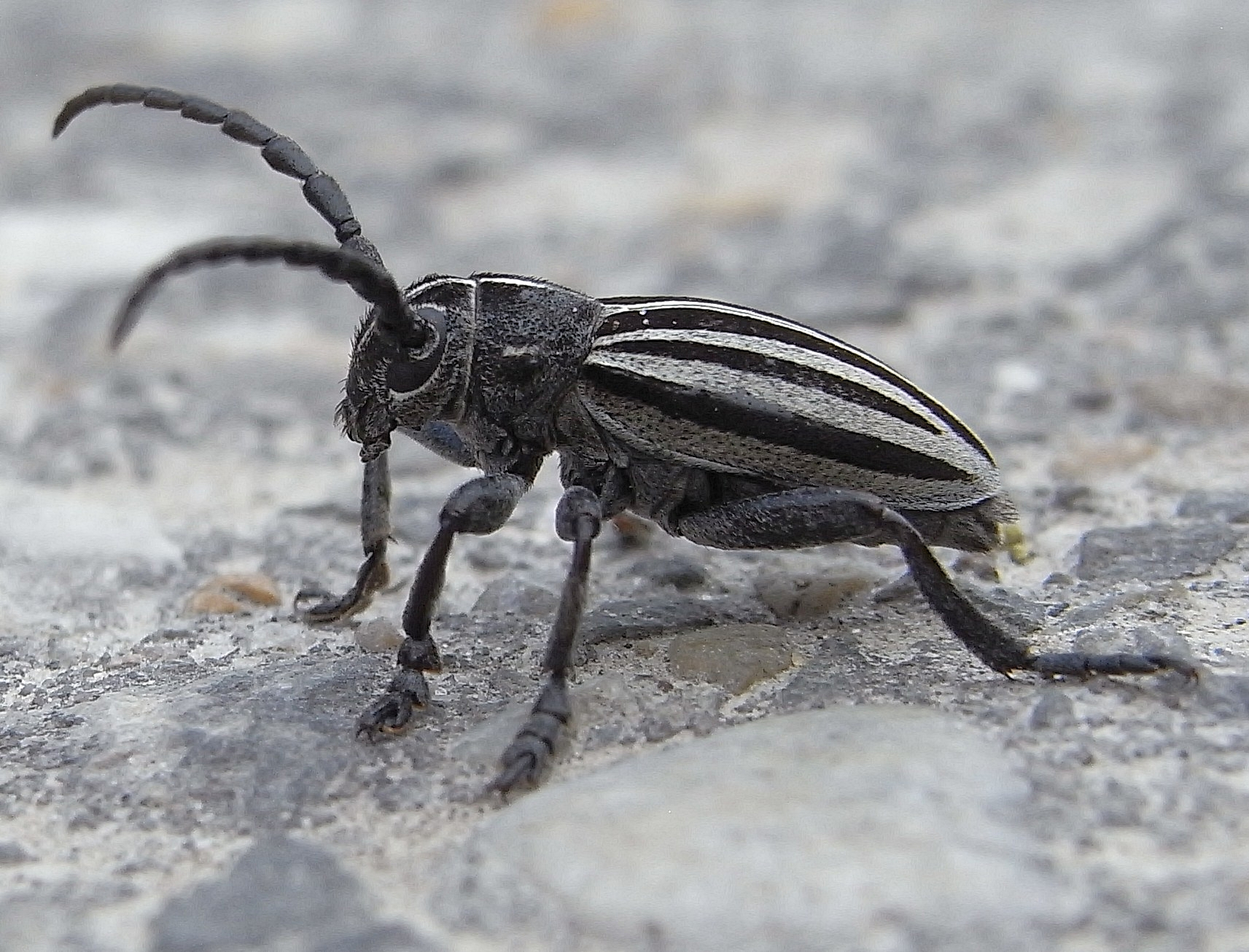
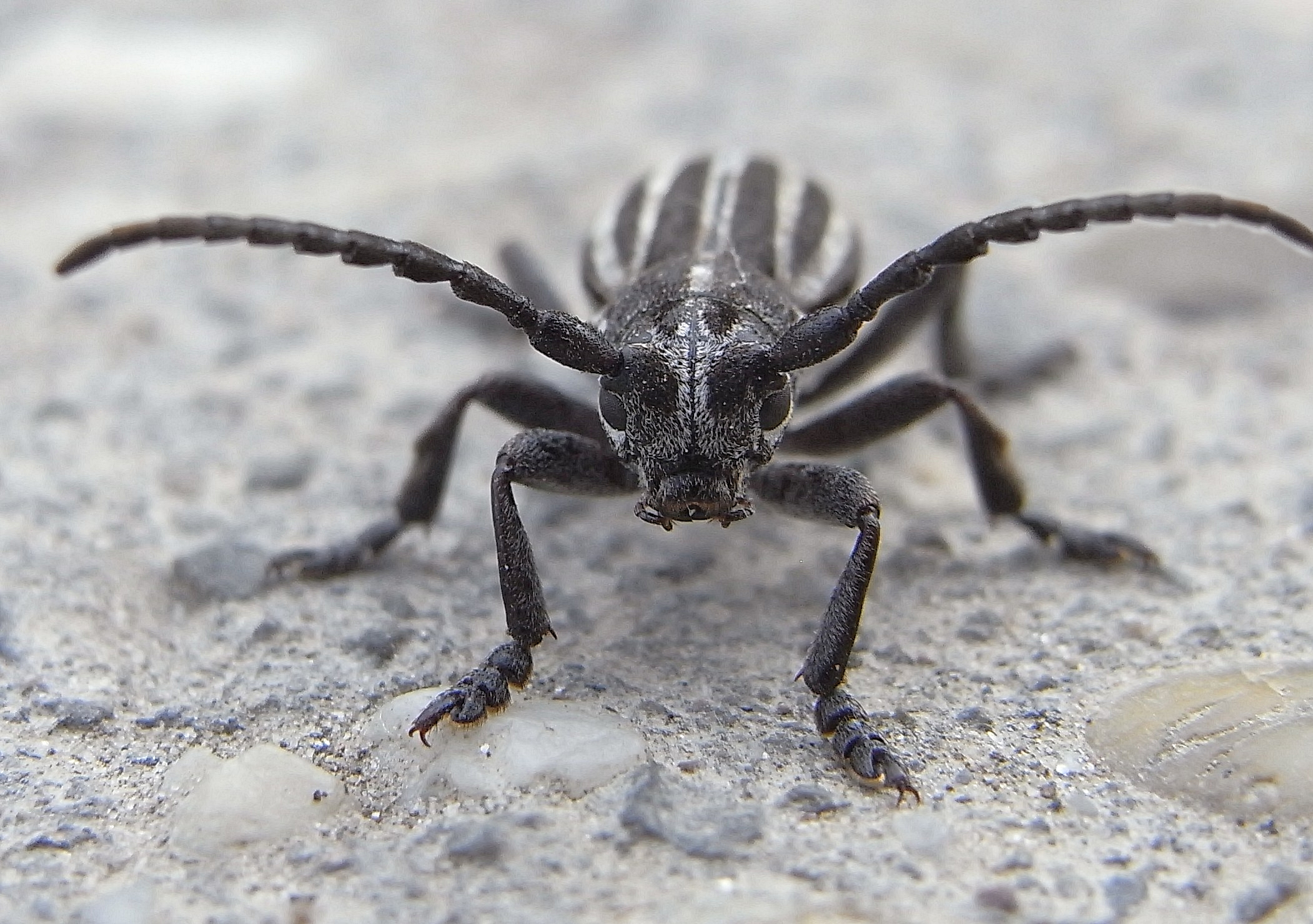
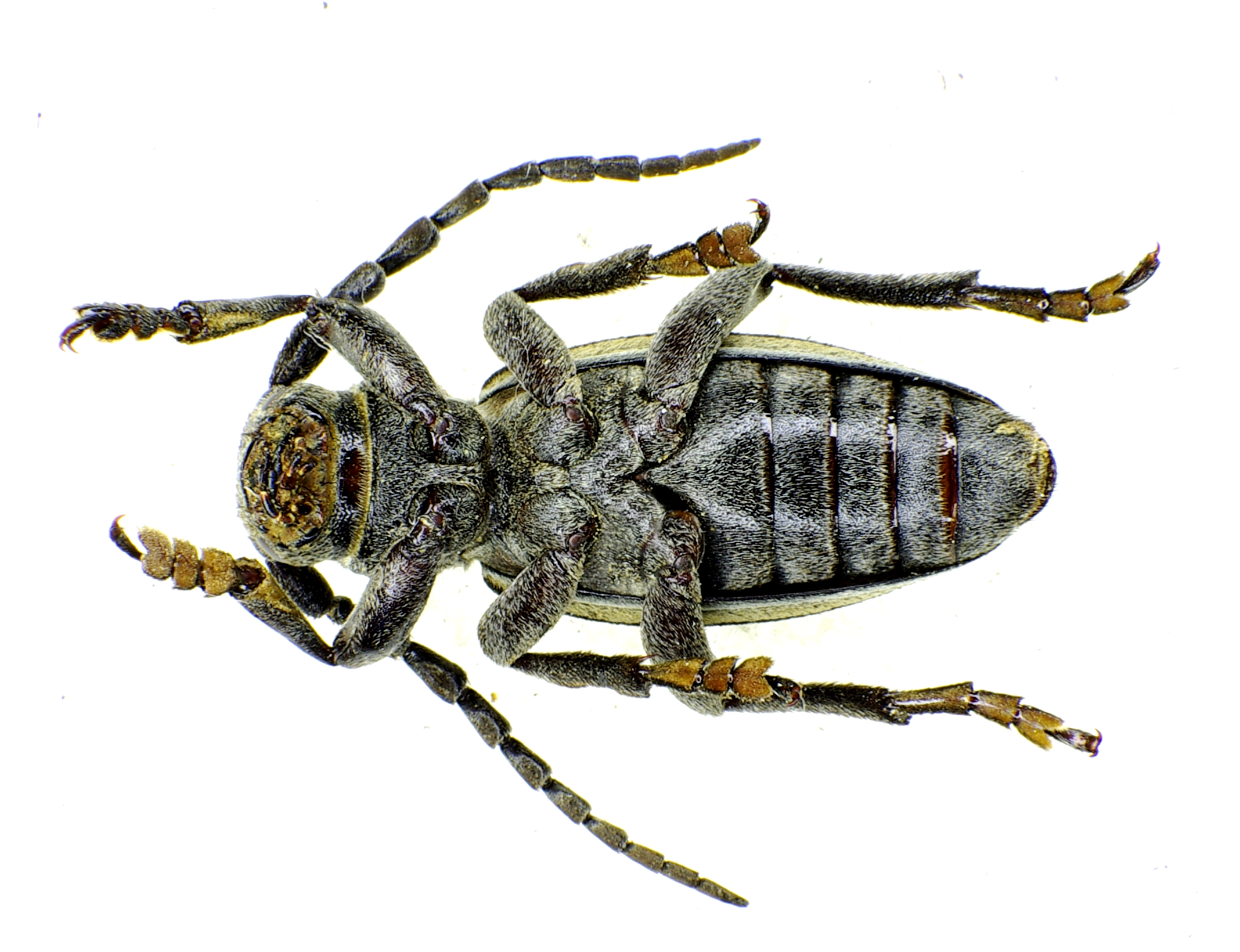
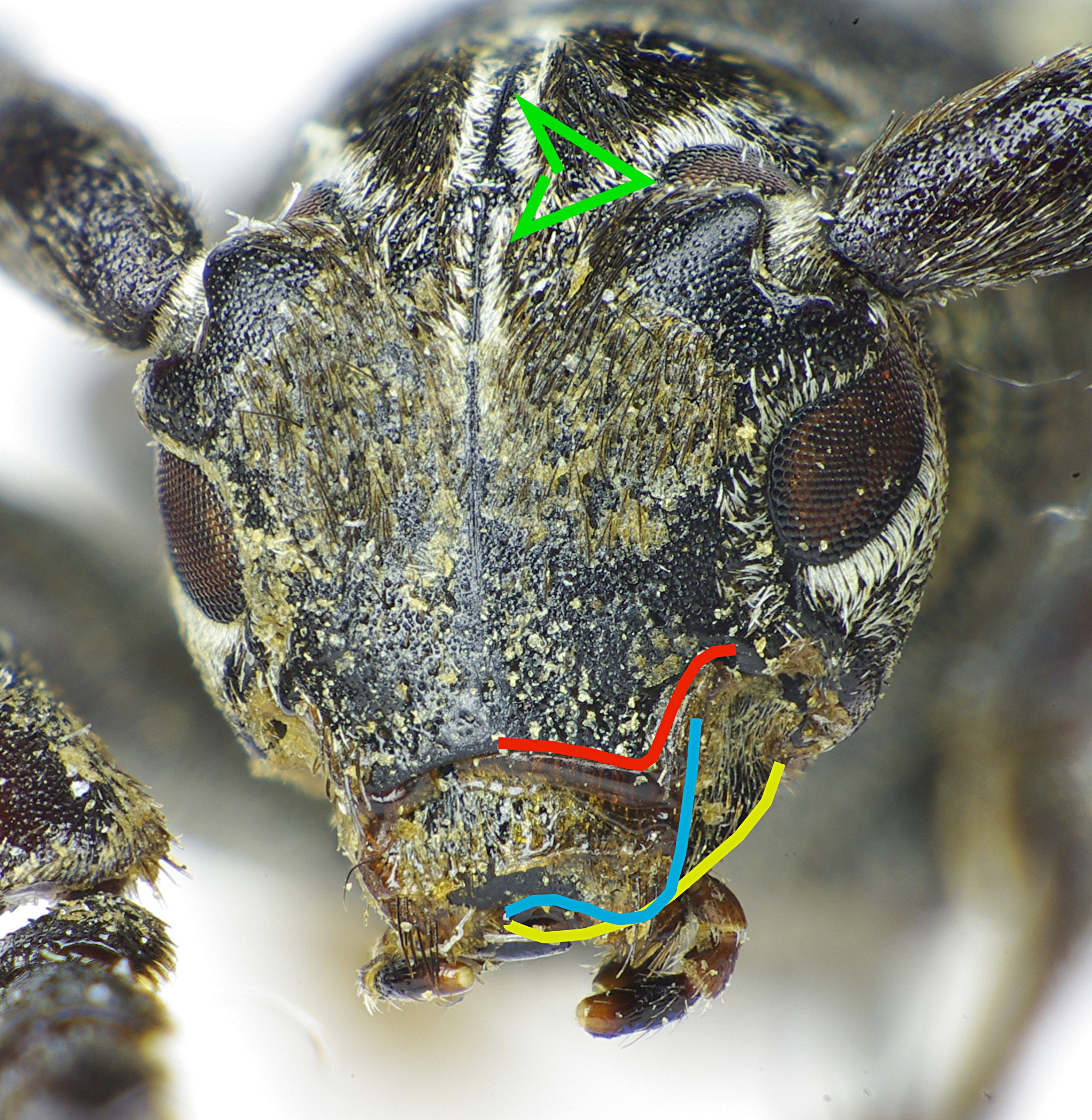